# Guincho

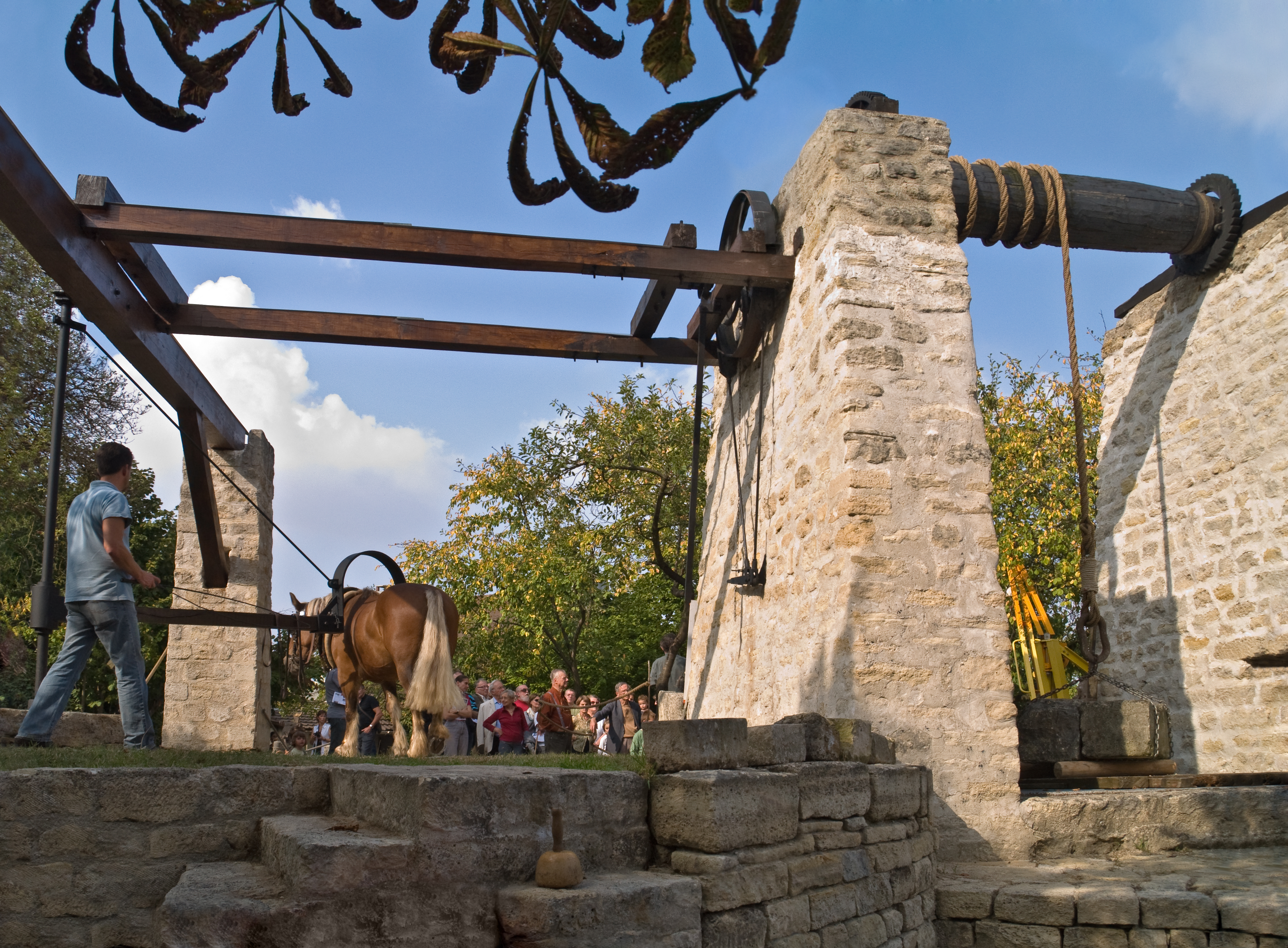
Utilização de um guincho

Guincho é um equipamento usado para elevar ou rebocar cargas, por meio de tração, e é formado por um sarilho (rolo), onde se enrola um cabo (corda ou aço).
Na sua forma mais rudimentar serve para tirar água de um poço, e electrificados são geralmente usados em aparelhos tipo guindaste ou grua.
Os guinchos também encontram utilidade concreta no sector náutico, onde também dão pelo nome de molinete e no sector automóvel e rodoviário onde designam, metonimicamente, os veículos dotados de um pequeno guindaste, do qual se servem para rebocar atrás de si outro veículo, caso esta se encontre avariada ou não.

## Caracterização técnica
Em termos técnicos, o guincho consiste num parafuso sem-fim, onde se podem enrolar um ou mais cabos, geralmente de aço. Em traços gerais, este parafuso sem-fim pode encontrar-se, por seu turno, ligado a um motor eléctrico, por meio duma caixa de velocidades.
Com efeito, presentemente já existem inclusive guinchos modernos, em que o motor está ligado directamente ao parafuso sem-fim, obviando, assim, a necessidade de recorrer a uma caixa de velocidades.

### Componentes do guincho
Há um conjunto essencial de componentes necessárias para se poder construir um guincho básico, são elas: um motor, seja ele manual, eléctrico ou de outro tipo, encontrando-se, geralmente, dotado de um travão associado; um redutor; um veio associado e uma chumaceira de apoio, para minorar o atrito do veio.
Atendendo à quantidade reduzida de componentes essenciais, existe, por contraste, uma grande variedade de designs de guinchos.
Além destes componentes básicos, há ainda uma infinidade componentes suplementares que podem ser montados no guincho, desde sensores de movimento, travão externo e independente, entre outros.